# Grbovi dalmatinskog komunalnog plemstva – S
Za grbove dalmatinskog komunalnog plemstva ne vrijede zakoni heraldike zbog posebnih uvjeta nastanka i vlasnika istih. Grbovi dalmatinskog komunalnog plemstva pripadaju krugu talijanskog komunalnog plemstva gdje je tradicija opisivanja s gledišta promatrača. 
Grbovi s početnim slovom  S

## Grbovi
| Grb | Kuća i opis grba |
| --- | --- |
|     | Scotti (Kaštela) Titula: Ninski biskup, zadarski nadbiskup - (HR) Na zlatnom polju plavi lav okrunjen zlatnom krunom. Preko svega lijevo kosa greda, duž grede pet redova paralelograma zlatno-crveni. [7] - (HR) Crtež. Povelja o imenovanju za ninskog biskupa - (HR) Vodoravna podjela. Gore na crvenom polju redom: osmero kraka srebrena zvijezda, srebreni ljiljan, osmero kraka srebrena zvijezda, dolje na plavom polju srebreni lav [8]                                                                                               |
|     | Scura (Zadar, Kotor) Titula: - (HR) Na srebrenom polju dvoglavi crni orao okrunjen zlatnim krunama. [1/48] - (HR) Na srebrenom polju vodoravna crvena greda. Iznad grede crna ptica, ispod grede crvena ulazna kula [1/48] |
|     | Simonić (Šibenik) Titula: - (HR) Na plavom polju zlatni zmaj. [1/48] - (HR) Vodoravna podjela. Gore na plavom polju trolisni srebreni križ (križ sv. Mauricija), dolje na srebrenom polju zeleni zmaj. [1/48] |
|     | Sitničanić (Knin) Titula: - (HR) Podjela na četvrtine. 1 i 4 četvrtina zlatno polje, 1 i 3 četvrtina crno polje, preko svega crna lijevi kosa greda, duž grede redom osmeokraka srebrena zvijezda, srebreni polumjesec, osmokraka srebrena zvijezda. [2/70] - (HR) Podjela na četvrtine. 1 i 4 četvrtina zlatno polje, 1 i 3 četvrtina crno polje, preko svega crna lijevi kosa greda, duž grede redom osmokraka srebrena zvijezda, srebreni polumjesec, osmokraka srebrena zvijezda. [3/73]                                                   |
|     | Smarich (Trogir) Titula: (HR) Crveno polje podijeljeno srebrenim valom, gore šestokraka srebrena zvijezda, dolje srebreni polumjesec. [1/49] |
|     | Smecchia (Perast) Titula: Conte veneto, austrijska potvrda plemstva (HR) Na plavom polju srebrena ruka u srebrenom rukavu, izlazi s desna, drži zelenu stabljiku s korijenom i četiri zelena lista, na vrhu stabljike šestokraka zlatna zvijezda. [1/14, 4/5, 5/27] |
|     | Smiljanić, Smiljanović (Zadar, Nin) Titula: Zadarsko, ninsko, austrijsko plemstvo - (HR) Podjela na četvrtine.1 četvrtina na srebrenom polju lijeva polovina crnog orla, 2 i 3 četvrtina na plavom polju srebrena kula crvenih vrata i prozora, 4 četvrtina na srebrenom polju desna polovina crnog orla. [1/14] - (HR) Podjela na četvrtine.1 četvrtina na srebrenom polju lijeva polovina crnog orla, 2 i 3 četvrtina na plavom polju srebrena kula crvenih vrata i prozora, 4 četvrtina na srebrenom polju desna polovina crnog orla. [4/5] |
|     | Sobota (Trogir) Titula: (HR) Na plavom polju osmero kraka zlatna zvijezda, unutar zvijezde hodajući crni medvjed. [1/47, 5/65, 6/23] |